# Ormosciadium
Ormosciadium es un género monotípico  perteneciente a la familia  Apiaceae. Su única especie: Ormosciadium aucheri, es originaria de Turquía.

## Taxonomía
Ormosciadium aucheri fue descrita por Pierre Edmond Boissier y publicado en Annales des Sciences Naturelles; Botanique, sér. 3 2: 95. 1844.
Sinonimia
- Tordylium aucheri Jaub. & Spach